# 巫山人
巫山人（学名：Homo erectus wushanensis）是1984年在三峡地区龍骨坡遺址发现的史前人类，出土了人类门齿和一段人类下颌骨，颌骨上带有两个牙齿。此外在同一土层中发现了人类加工或使用过的骨器，还发现了巨猿及其它110多种哺乳动物的化石，经测定巫山人为距今204万年前的直立人，为东亚及中國目前已知最早的人之一。考古学中的北京人属于直立人。也有学者认为这几件牙齿化石属于古猿类 。

## 外部連結
- 人民網－重慶發現我最早古人類化石 國人祖先源於三峽 （页面存档备份，存于），2007年11月13日